# بيت المنتصر (بني العوام)

تعديل مصدري - تعديل

بيت المنتصر هي إحدى قرى عزلة قطعة الصرابي بمديرية بني العوام التابعة لمحافظة حجة، بلغ تعداد سكانها 103 نسمة حسب تعداد اليمن لعام 2004.